# خبز مريم
خبز مريم أو الخبز الأصفر «مع وجود بعض أوجه التشابه بينهما، إلا أنهما يختلفان في بعض التفاصيل» هو خبز عربي تقليدي، يرجع للمطبخ القطيفي، وهو خبز مصنوع بأسلوب شرقي، لا يُعرَف بالضبط تاريخ تطوره، ولكن يُرجَّح أنه يعود للفترة التي دخلت فيه المسيحية النسطورية للقطيف وقبل الإسلام، أي قبل 2000 عام تقريبًا.

## أصل التسمية
سُمي الخبز بخبز مريم، نسبةً للسيدة مريم، أم المسيح، حيث شاع قديمًا لدى السكان بأن السيدة مريم كانت تصنع وتأكل مثل هذا الخبز، ويُسمى أيضًا بالخبز الأصفر لأن لونه مُصفَرّ.

## المناسبة
بعد ظهيرة الرابع والعشيرين من صفر في كل عام، تمتلئ أزقة القطيف وأحياؤها، برائحة خبز مريم، وذلك استعدادًا لإحياء وفاة السيدة مريم بنت عمران، والذي يُصادف الخامس والعشرين من شهر صفر بالتقويم الهجري، حيث أصبح هذا التقليد جزءًا من ثقافة المنطقة.

## الانتشار
ينتشر الخبز في القطيف، إلا أن انتشاره غير متوازن، فيكثر في البلدات القديمة، ويندر في الأحياء الحديثة؛ في صفوى مثلًا قلَّما يُباع الخبز، بينما في قرى جزيرة تاروت القديمة، ينتشر بشدة.

## طريقة الإعداد
طريقة الإعداد والعمل لخبز مريم

#### المقادير
مقادير خبز مريم
1. طحين
2. ماء
3. دبس التمر
4. سمسم
5. حبة البركة
6. لبن
7. بيض
8. زيت الزيتون
9. خميرة العجين

يُصنَع الخبز بدبس التمر أو بالتمر نفسه، مع إضافة نكهات ومطيبات للطعم كالسمسم والحلوى البسيطة ويمسح وجهه بالبيض، إوقد يُضاف له الآن السكر والمطيبات والحشو.

#### التحضير
1. تُخلط المكونات
2. تُترَك لتخمر
3. تُعجَن بصورة دائرية
4. تُخبَز في التنور

## معرض الصور

خبز مريم
صورة مُحسنة لقطيفي في خمسينيات القرن الماضي، يعجن الخبز